# Tunel (piercing)
Tunele są to rozszerzone otwory w różnych miejscach ciała (najczęściej w płatku ucha). Ich wielkość waha się już od 1,6 mm do w zasadzie nieograniczonych rozmiarów.

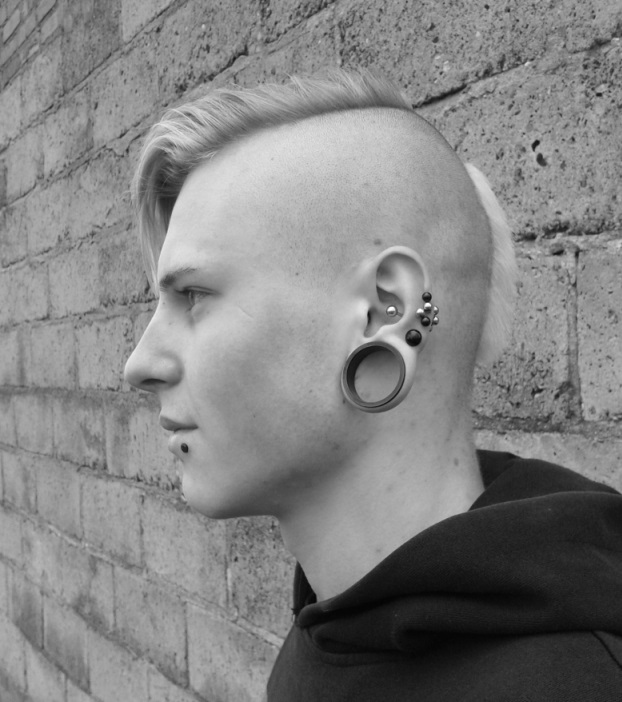
Mężczyzna z tunelem w rozmiarze 30 mm

Tunel można wykonać operacyjnie (polega to na wycięciu określonego miejsca na ciele, w którym umieszcza się tunel, najczęściej jest to płatek ucha), lub przez rozpychanie specjalnymi rozpychaczami, bądź wkładanie coraz większych kolczyków. W zależności od miejsca przekłucia, tunele goją się od 4 tygodni do roku. 
Często, na skutek braku higieny bądź obniżonej odporności, przekłucia tego typu nie przyjmują się w organizmie, powodując trudno gojące się rany lub trudne do usunięcia narośle, tzw. blow-outy.

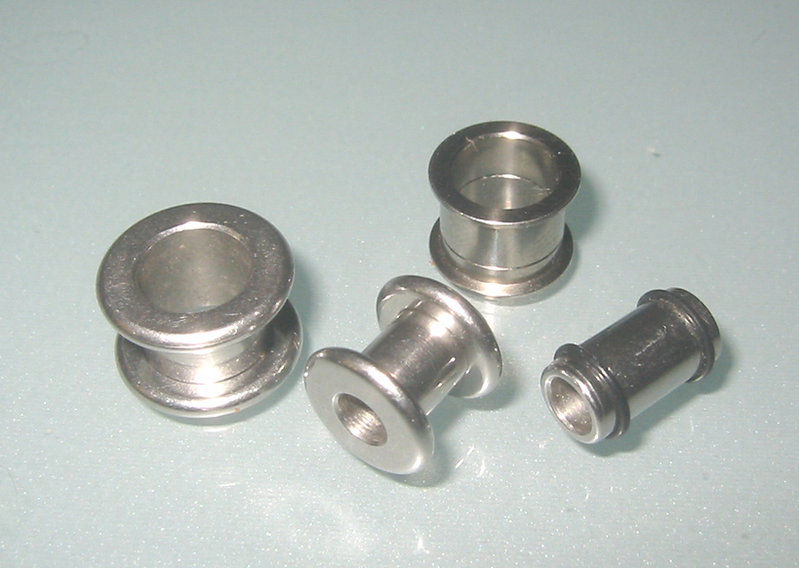
Przykładowe ozdoby tuneli

## Krótka historia
Rozpychanie uszu i innych przekłutych miejsc na ciele nie pochodzi z Europy. Znane jest z różnych plemion afrykańskich, australijskich, a także mieszkańców wysp Oceanii. Również niektóre ludy Ameryki Południowej praktykowały taki sposób ozdabiania ciała. Był to jeden z symboli przynależności do danej społeczności plemiennej. Dziś tradycja ta zanika u jej prekursorów, ale rozpychanie przekłutych miejsc stało się popularne w kulturze zachodniej. Jest to jeden ze sposobów wyrażania swojej indywidualności.